# ألان ماكينا
ألان ماكينا (بالإنجليزية: Alan McKenna)‏ هو لاعب كرة قدم بريطاني في مركز الهجوم، ولد في 4 أغسطس 1961 في إدنبرة في المملكة المتحدة. لعب مع بيرويك راينجرز ونادي اربوراث ونادي فالكيرك ونادي كاودينبيث ونادي ميلوول.